# Glare of the Sun
Glare of the Sun ist eine österreichisch-deutsche Post- und Death-Doom-Metal-Band, die 2013 im oberbayerischen Traunwalchen gegründet wurde und in ihrer aktuellen Zusammensetzung seit 2015 besteht.

## Bandgeschichte
Die Bandmitglieder sind oder waren auch bei anderen Bands aktiv. So wirkte Sänger Christoph Stopper bei der 2012er EP Death Rock Mayhem der Band Ghouls Come Knockin' mit. Gitarrist Martin Baumann war Teil des Duos Microtonner. Gitarrist Gerald Huber wirkt auch bei den Bands Zombie Inc. und Collapse 7 mit. In der Gründungsbesetzung spielten noch Daniel Lechner (Lacrimas Profundere) und Michael Kraller die Gitarre. Für sie kamen 2015 Martin Bauman und Gerald Huber hinzu.
Das erste Album Soil wurde 2016 aufgenommen und erschien ein Jahr später auf Lifeforce Records. Das zweite Album Theia folgte 2019. Beide wurden von Martin Schirenc (Pungent Stench) produziert und von und von Dan Swanö (Edge of Sanity, Bloodbath) gemastert. Eine Besonderheit des zweiten Albums sind die Songtitel. Diese sind fortlaufende römnische Zahlen von I bis XII. Im September 2024 erschien das dritte Album Tal.

## Stil
Glare of the Sun bedienen aufgrund verschiedener persönlicher Einflüsse der Mitglieder einige Stilrichtungen des Metal wie Death Doom und Post-Black-Metal und schaffen ganzheitliche Klangräume zwischen Rock und Metal, wie in ihrer offiziellen Biografie beschrieben wird. Es ist eine Mischung aus düsteren, schweren Klängen mit atmosphärischen, postmetallischen Elementen. Gitarrist Martin Baumann benennt in einem Interview zur Veröffentlichung ihres ersten Albums unter anderem Bands wie Neurosis, My Dying Bride, Dinosaur Jr., Hüsker Dü, Boards Of Canada, Godflesh und Skywave.

## Diskografie
Studioalben
- 2017: Soil (Lifeforce Records, erschienen am 27. Januar 2017)
- 2019: Theia (Lifeforce Records, erschienen am 21. Juni 2019)
- 2024: Tal (Lifeforce Records, erschienen am 13. September 2024)